# Mistrzostwa Świata w Snookerze 1934
Mistrzostwa Świata w Snookerze 1934 − ósme mistrzostwa świata w snookerze, które zostały rozegrane w 1934 roku. Pomimo rosnącej popularności snookera w Wielkiej Brytanii, rozegrano od razu finał, gdyż tylko dwóch graczy zgłosiło swój udział w mistrzostwach: broniący tytułu Joe Davis oraz  Tom Newman. Po raz ósmy z rzędu, mistrzem świata został Joe Davis, który pokonał Newmana 25−23. Zawody zostały rozegrane w Lounge Hall w Nottingham.

## Wyniki turnieju

### Finał
Lepszy w 49 frame'ach
 Joe Davis 25−23  Tom Newman